# Ray Herbert Talbot
Ray Herbert Talbot (* 19. August 1896 in Chicago, Illinois; † 31. Januar 1955 in Pueblo, Colorado) war ein US-amerikanischer Politiker (Demokratische Partei) und im Januar 1937 der 26. Gouverneur des Bundesstaates Colorado.

## Leben
Ray Talbot besuchte die öffentlichen Schulen in Pueblo in Colorado, wohin die Familie gezogen war. Später machte er eine Ausbildung zum Elektriker. Danach wurde er bei der Southern Colorado Power Company, einem regionalen Stromversorger, angestellt. Talbots politische Laufbahn begann im Jahr 1926 mit seiner Wahl in das Repräsentantenhaus von Colorado. Im Jahr 1928 wurde er in den Senat von Colorado gewählt. 1932 wurde er als Kandidat der Demokratischen Partei zum Vizegouverneur seines Staates gewählt. Dieses Amt behielt er bis zum 1. Januar 1937. An diesem Tag trat Gouverneur Edwin C. Johnson von seinem Amt zurück, um in den US-Senat zu wechseln. Damit fiel Talbot die Aufgabe zu, die restliche Amtszeit Johnsons zu beenden. Das waren in diesem Fall genau zwölf Tage, bis am 12. Januar 1937 der neu gewählte Gouverneur Teller Ammons sein Amt antreten konnte. In diesen Tagen bereitete Talbot lediglich den Übergang der Verwaltung an Ammons vor.
Auch nach seiner kurzen Gouverneurszeit blieb Talbot politisch aktiv. Im Jahr 1946 wurde er Leiter der Poststelle der Stadt Pueblo. Zwischen 1931 und 1953 war er Präsident des Planungsausschusses für die Landesausstellungen. Talbot starb im Jahr 1955 im Alter von 58 Jahren. Er war mit Junista Wilson verheiratet, mit der er zwei Kinder hatte.